# 若森県庁
若森県庁（わかもりけんちょう）は茨城県つくば市若森にかつて存在した若森県の行政機関（役所）。
県庁があった場所は若森県庁跡の名でつくば市の史跡に指定されている。桜川右岸の舌状台地上にあり、県庁跡というよりは城跡と呼ぶにふさわしい景観を示す。

## 概要
若森県は、旧天領・旗本領に属した常陸国6郡（茨城郡・多賀郡・鹿島郡・新治郡・筑波郡・真壁郡）と下総国3郡（結城郡・豊田郡・岡田郡）の村々をもって発足した。若森県は約560村、人口約15万人、石高は約29万石であり、元広島藩士の池田種徳が知県事を務めた。しかし、若森県はわずか2年9か月で新治県と茨城県に統合され消滅した。
跡地の標高は約25m、北から東にかけて水田が広がり、西には谷津のある天然の要塞であり、県庁となる以前は城跡であったことが窺える。役員は20人ほどであったが、県内の村々から多くの人が来訪したため、若森村は賑いを見せた。しかし県庁廃止後の経済は急速に衰退、庁舎は売却され、その名残はほとんどない。

## 県庁舎
県庁舎の敷地面積は4町歩（39,668m2）、であり、小ぶりであった。建坪は諸説あり、120坪（約397m2）、125坪（約413m2）、140坪（約463m2）とされている。官員（職員）は約20名または55人で、会計局・社寺局・租税局・断獄局・聴訴局などの役所があった。往時は55の建物が連なっていた。
庁舎は館之山と向山の2つの地区に分かれており、館之山に本庁舎や牢舎、お供の者の待ち部屋、10棟の長屋が、向山に13棟の長屋が存在した。庁舎の建設は周囲の村人を動員した突貫工事であり、建設費は県内の各村から石高100石あたり2両半を徴収して賄った。

## 歴史

### 若森城・若森陣屋から県庁へ
南北朝時代、小田治久は小田城の防備を固めるため、若森城を築いた。元亀年間（1570年 - 1573年）には下妻城主の多賀谷政経が若森城を築いた地であり、江戸時代に旗本の堀田氏が二の丸跡に陣屋を構えた。堀田氏の陣屋は文久3年（1863年）に取り壊されていた。取り壊しの理由は定かではないが、多くの荷物が取り壊しの際に江戸へ搬出された。陣屋跡はしばらく、惣村所有の入会野として村民の共同利用の場となった。
明治2年1月（グレゴリオ暦：1869年2月）に常陸知県事の池田種徳が後に若森県となる領域内を巡回し、新設される県域の中央に該当する筑波郡神郡村（現在のつくば市神郡）、新治郡玉取村（現在のつくば市玉取）と新治郡若森村の3つを県庁の設置場所候補として挙げ、各村に村内の絵図を提出させた。そして同年2月3日（グレゴリオ暦：1869年3月15日）に若森村に県庁舎を建設し、新県の名称を若森県とすることが公表された。若森村の庄屋の大久保弥助らによる誘致運動の結果、若森村が選ばれたと言われている。『大穂町史』では、誘致運動のほかに、幕末から既に空き地であったことも設置場所に選ばれた理由の1つに挙げている。

### 県庁の設置と若森の賑い
同年2月9日（グレゴリオ暦：1869年3月21日）、旧常陸知県事の管轄領域が若森県となり、若森村に県庁が置かれた。これは「府県施政順序」に基づいたもので、葛飾県や品川県などと同時に設置された。県庁としての業務を開始したのは、2月20日（グレゴリオ暦：1869年4月1日）のことである。県庁は長寿者表彰や孝子表彰などの県民表彰、選挙による村役人の選任、政治に対する意見の上申の奨励、貧しい人の救済、新産業の振興など幕藩体制下とは異なる斬新な政策を進め、県民の期待を集めた。一方で明治政府の神仏分離方針に従い、僧侶の反発や県民の諸堂宇保護の声を無視して筑波山神社からの仏教色を排除し、廃仏毀釈を断行した。
若森県庁ができたことで、若森村は県内の村々から県庁に用のある人々が集まり、にわかに活性化した。こうした来客を相手とする「郷宿」と呼ばれる嘆願・訴訟に訪れた人の休憩・宿泊や仲介をする施設や「茶漬屋」と呼ばれる料理店が相次いで開業した。しかし客の奪い合いが生じたため、双方の役割を規定した「議定」が郷宿10軒と茶漬屋19軒の間で、明治2年8月（グレゴリオ暦：1869年9月）に結ばれた。その後、明治4年7月14日（グレゴリオ暦：1871年8月29日）に第1次廃藩置県が実行されるが、旧来の藩がそのまま県に置き換えられただけであり、若森県は現状維持とされた。

### 県庁の廃止とその後
常総地方には人口1万人に満たない県が6県あった中で若森県の人口は多い方であったが、明治4年11月13日（グレゴリオ暦：1871年12月24日）に第2次廃藩置県が行われ、若森県治下は茨城県と新治県に分割された。若森県知県事の池田種徳は、新治県の初代知事（県令）に就任した。若森県廃止に当たっては、県内の全村から若森県存続の嘆願書が提出されるに至ったが、聞き入れられなかった。
県庁が廃止された若森村では、生活に困窮するものが多数現れ、明治5年7月（グレゴリオ暦：1872年8月）に新治県庁へ村役人一同の名で嘆願書が提出され、もし県庁が若森村に移転するならば、必要なだけ土地を提供し、移転に必要な人馬を無償で提供する意志があることを表明した。嘆願はむなしく、空き庁舎となった若森県庁の建物は、明治5年（1872年）に個人や吉沼小学校などに4分割の上、譲渡された。

## 遺構
跡地はつくば市若森に所在し、若森南バス停から徒歩10分のところにある。現地には土塁が残り、私有地となって個人宅と栗畑に利用されている。現地は樹木が多く茂り、昼間でも暗いほどで、往時の面影はほとんど残っていない。
建物の一部は払い下げられ現存しているが、私有であり見学不可である。移築され民家となっている建物には、菊花紋章入りの鬼瓦が残る。また一部は吉沼小学校の校舎として移築され、その後村役場や中学校の校舎となったが、1953年（昭和28年）に取り壊された。